# Лидди, Джордж Гордон
Джордж Гордон Баттл Лидди (англ. George Gordon Battle Liddy; 30 ноября 1930, Бруклин — 30 марта 2021, Маунт-Вернон, Виргиния) — американский юрист, агент ФБР, ведущий ток-шоу, актёр и фигурант Уотергейтского скандала.
Совместно с Говардом Хантом Лидди организовал и руководил проникновениями со взломом в штаб-квартиру Национального комитета Демократической партии в здании Уотергейт в мае и июне 1972 года. После того, как пятеро оперативников Лидди были арестованы в офисе Национального комитета 17 июня 1972 года, последующие расследования Уотергейтского скандала привели к отставке Никсона в 1974 году. Лидди был признан виновным в краже со взломом, заговоре и отказе давать показания комитету Сената, расследовавшему Уотергейт. Он отсидел почти пятьдесят два месяца в федеральных тюрьмах.
Позже он совместно с Тимоти Лири провёл серии дебатов в кампусах нескольких колледжей, а также работал с Элом Франкеном в конце 1990-х. Лидди был ведущим ток-шоу на радио с 1992 года до выхода на пенсию в 2012 году. Его радиошоу было синдицировано Radio America на 160 рынках, а также на станциях Sirius Satellite Radio и XM Satellite Radio в Соединенных Штатах. Приглашался как участник дискуссии на канале Fox News, а также появлялся в эпизодической роли или в качестве приглашенной знаменитости в нескольких телешоу.

## Ранние годы

### Молодость, семья, образование
Лидди родился в Бруклине 30 ноября 1930 года в семье ирландского и итальянского происхождения. Имена получил в честь Джорджа Гордона Баттла, известного адвоката и лидера Таммани-холла

### Колледж, военный, юридический факультет
Лидди получил образование в Фордхэмском университете, который окончил в 1952 году. После выпуска Лидди прослужил два года артиллерийским офицером в армии Соединенных Штатов, во время Корейской войны. По состоянию здоровья его направили в подразделение зенитных радаров в Бруклине. В 1954 году он поступил на юридический факультет Университета Фордхэма. После окончания университета в 1957 году он работал в Федеральном бюро расследований (ФБР) под руководством Дж. Эдгара Гувера.

## ФБР
Лидди поступил в ФБР в 1957 году. Сначала он работал полевым агентом в Индиане и Денвере. В Денвере 10 сентября 1960 года Лидди задержал Эрнеста Тейта, одного из двух человек, дважды попадавших в десятку самых разыскиваемых беглецов. В возрасте 29 лет Лидди стал самым молодым руководителем бюро в штаб-квартире ФБР в Вашингтоне, округ Колумбия. Лидди входил в личный персонал директора Дж. Эдгара Гувера и стал его «литературным негром». Среди коллег-агентов он имел репутацию безрассудного и был известен прежде всего двумя инцидентами. Первым был арест в Канзас-Сити, штат Миссури, во время нелегального обыска; он был освобождён после того, как позвонил Кларенсу М. Келли, бывшему агенту ФБР и начальнику полиции Канзас-Сити. Вторым инцидентом было использование каналов проверки ФБР биографических данных своей будущей жены перед их свадьбой в 1957 году, которую Лидди позже назвал «чисто обычной мерой предосторожности».
Прежде чем уйти из ФБР, Лидди использовал свои связи для приёма в адвокаты. Кроме того, его приём в Верховный суд Соединенных Штатов был инициирован генеральным солиситором Арчибальдом Коксом.

## Прокурор и политик
Лидди ушёл из ФБР в 1962 году и до 1966 года работал у своего отца патентным поверенным в Нью-Йорке. Затем он получил работу прокурора в пригородном округе Датчесс, штат Нью-Йорк, после интервью и предоставления рекомендаций от ФБР. В 1966 году он возглавил рейд по борьбе с наркотиками в поместье Хичкок (тогда его занимал Тимоти Лири) в Миллбруке, штат Нью-Йорк, что привело к безуспешному судебному разбирательству. Хотя дело получило широкую огласку, другие юристы жаловались, что Лидди получил признание за то, в чём он сыграл относительно небольшую роль. Ему также сделали выговор за выстрел из револьвера в потолок в зале суда. В организованном Лидди рейде с наркотиками в Бард-колледже в 1969 году участвовали, в частности, Дональд Фейген и Уолтер Беккер, которые позже сформировали группу Steely Dan и написали песню «My Old School» о рейде. Лидди упоминается в текстах песен как «Папа Джи».
В этот период он безуспешно баллотировался на пост окружного прокурора. В 1968 году он баллотировался на первичных выборах Республиканской партии в 28-м избирательном округе Нью-Йорка. Используя лозунг «Гордон Лидди не выручает их, он их вставляет», он проиграл Гамильтону Фишу IV с небольшим перевесом. Затем Лидди согласился на выдвижение от Консервативной партии штата Нью-Йорк и баллотировался на всеобщих выборах против Фиша и кандидата от Демократической партии, бизнесмена из Миллбрука Джона С. Дайсона. Опасаясь, что Лидди может повлиять на выборы в пользу Дайсона, Фиш обратился к лидеру республиканцев округа, члену законодательного собрания штата Кеннету Л. Уилсону, чтобы попытаться вывести Лидди из гонки. После того, как офис Уилсона обсудил этот вопрос с Комитетом по кампании Конгресса в Вашингтоне, Лидди предложили должность в Министерстве финансов, которую он принял и отказался от участия в кампании. Имя Лидди осталось в бюллетене для голосования, и хотя он получил почти пять процентов голосов, этого было недостаточно, чтобы остановить избрание Фиша. 
После работы в качестве директора округа в ходе успешной президентской кампании Ричарда Никсона он получил политическое назначение в качестве специального помощника по наркотикам и контролю над огнестрельным оружием в штаб-квартире Министерства финансов США в Вашингтоне, округ Колумбия; в этом качестве он помог создать в стране программу маршалов современного неба под эгидой Службы маршалов США.
Начиная с 1970 года он служил в Администрации президента. Номинально он работал главным юрисконсультом финансового комитета Комитета по переизбранию президента (CRP) с 1971 по 1972 год. Впоследствии Лидди с коллегами были обвинены в сговоре с целью совершения кражи со взломом в сентябре 1973 года.

## Оперативник под прикрытием Белого дома

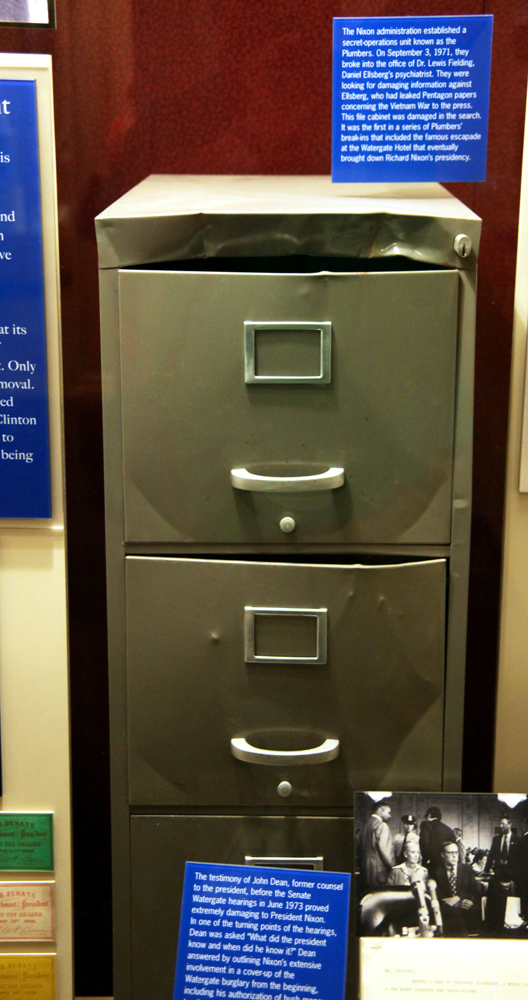
Шкаф психиатра Дэниела Эллсберга, взломанный Лидди в 1971 году, (выставлен в Смитсоновском национальном музее американской истории)

В 1971 году, после службы на нескольких должностях в администрации Никсона, Лидди был переведён в штаб по перевыборам Никсона в 1972 году, чтобы расширить сферу деятельности специального отдела «сантехников Белого дома», который был создан для минимизации ущерба от утечки информации в прессу.
В CRP Лидди придумал несколько секретных операций в начале 1972 года, известных под общим названием «Драгоценный камень». Некоторые из них имели целью скомпрометировать демократическую оппозицию. Они включали похищение организаторов антивоенных протестов, которых перевезли бы в Мексику во время Республиканского национального съезда (который в то время планировался в Сан-Диего), а также заманивание представителей демократической кампании среднего звена на плавучий дом в Майами, где их тайно фотографироваться в компрометирующих позах с проститутками. Большинство идей Лидди были отвергнуты генеральным прокурором Джоном Н. Митчеллом (который стал руководителем кампании в марте 1972 года), но некоторые из них получили одобрение со стороны представителей администрации Никсона. Среди таковых было проникновение со взломом в 1971 году в Лос-Анжелесе в офис Льюиса Филдинга, психиатра Даниэля Эллсберга, который передал документы Пентагона в «The New York Times». В какой-то момент Лидди получил приказ проникнуть в офис Национального комитета Демократической партии в Уотергейтском комплексе.

### Уотергейтские кражи со взломом
Лидди был связным с администрацией Никсона и лидером группы из пяти человек, проникавших со взломом в штаб-квартиру Национального комитета Демократической партии в Уотергейтском комплексе. По крайней мере, два раза это случилось в мае и июне 1972, грабители были задержаны 17 июня. Цели взлома так и не были окончательно установлены. Злоумышленники пытались установить прослушки и планировали сфотографировать документы. Их первая попытка привела к установке неправильно функционирующих записывающих устройств. На самом деле Лидди не входил в комплекс Уотергейт во время краж со взломом; но признался, что руководил вторым взломом, который он координировал с Э. Ховардом Хантом, из комнаты в соседнем отеле «Уотергейт». Лидди был признан виновным в заговоре, краже со взломом и незаконном прослушивании телефонных разговоров.
Лидди приговорили к 20 годам тюремного заключения и выплате штрафа в размере 40 000 долларов. Начал отбывать наказание 30 января 1973 года. По собственному признанию, по прибытии в тюрьму пел нацистский партийный гимн «Хорст Вессель» (Лидди давно отличался нездоровым интересом к Третьему Рейху, вдохновлялся прослушиванием речей Гитлера и предлагал назвать операции «водопроводчиков Белого дома» кодовым словом ODESSA). 12 апреля 1977 года президент Джимми Картер смягчил приговор Лидди до восьми лет «в интересах справедливости и справедливости на основе сравнения приговора г-на Лидди с приговором всем другим осужденным по делам, связанным с Уотергейтом», оставив штраф в силе. Замена Картера дала Лидди право на условно-досрочное освобождение с 9 июля 1977 года. Лидди был освобожден 7 сентября 1977 года, отсидев в общей сложности четыре с половиной года заключения.

## После тюрьмы
В 1980 году Лидди опубликовал автобиографию под названием «Уилл», которая была продана тиражом более миллиона экземпляров и по которой был снят телефильм (в фильме взрослого Лидди играл Роберт Конрад, а Лидди в детстве Дэнни Ллойд). В ней он заявляет, что когда-то строил планы с Хантом убить журналиста Джека Андерсона, основываясь на буквальном толковании заявления Никсона из Белого дома: «Нам нужно избавиться от этого парня Андерсона».
В середине 1980-х Лидди выступал с лекциями, а в 1982 году The Wall Street Journal назвал его лучшим оратором в колледже. Позже он присоединился к бывшему сопернику Тимоти Лири в серии дебатов также в колледжах. Бывший работодатель Лидди Ричард Никсон назвал Лири «самым опасным человеком в Америке». На основе дебатов был снят документальный фильм 1983 года «Возвращение помолвки». Лидди оставался на виду, дважды появлся в эпизодах в телесериале «Полиция Майами» в роли Уильяма «Капитана недвижимости» Мейнарда, загадочного бывшего офицера секретных операций, которого герой сериала Сонни Крокетт знал по своей военной службе в Южном Вьетнаме.
В 1994 году британская документальная компания Brian Lapping Associates отправила продюсеров Норму Перси и Пола Митчелла взять интервью у многих заговорщиков для своего сериала под названием «Уотергейт», в котором нераскаявшийся Лидди откровенно рассказал о своей роли. Его засняли дома, когда он сидел перед своей внушительной коллекцией огнестрельного оружия и описывал, «как он был готов, если бы ему приказали, пойти прямо и убить Джека Андерсона, обозревателя из Вашингтона, округ Колумбия». Выяснилось, что на момент съемок коллекция оружия была зарегистрирована на имя его жены, поскольку он не имел права на получение лицензии.
В «Полиции Майами» он играл с Джоном Дилом, который позже сыграет самого Лидди в фильме Оливера Стоуна «Никсон» (1995). Другие гостевые работы Лидди на телевидении включают Airwolf, MacGyver и недолговечный The Highwayman.
В начале 1980-х Лидди совместно с бывшим полицейским Найлса, штат Иллинойс, и совладельцем The Protection Group, Ltd., Томасом Э. Ферраро-младшим, основали частную фирму по охране и контрнаблюдению под названием G. Gordon Liddy & Associates.
В 1992 году Лидди стал вести собственное ток-шоу на радио. Менее чем через год его популярность привела к общенациональному распространению через сеть Westwood One от Viacom и через Radio America в 2003 году. Шоу Лидди закончилось 27 июля 2012 года.
В 1999 году на Лидди подал в суд за клевету Ида «Макси» Уэллс, секретарь, чей стол в штаб-квартире Национального комитета Демократической партии в Уотергейтском дворце, как утверждается, стал целью последнего взлома Уотергейта с целью найти доказательства скандала, связанного с проституткой. В иске Уэллса Лидди обвинялся в клевете. Лидди отверг обвинение, и судья отклонил иск, отметив, что «никакое» разумное жюри «не могло вынести решение в пользу истца».
Помимо «Уилла» он написал научно-популярные книги «Когда я был ребёнком», «Это была свободная страна» (2002) и «Отпор! Борьба с терроризмом, стиль Лидди» (2006, в соавторстве со своим сыном). Он также опубликовал два романа: Out of Control (1979) и The Monkey Handlers (1990). Лидди был одной из многих, у кого взяли интервью для биографии Эбби Хоффмана «Укради эту мечту».
Лидди умер 30 марта 2021 года в доме своей дочери в округе Фэрфакс, штат Вирджиния. Ему было 90 лет, и он страдал болезнью Паркинсона..

## Актерская карьера

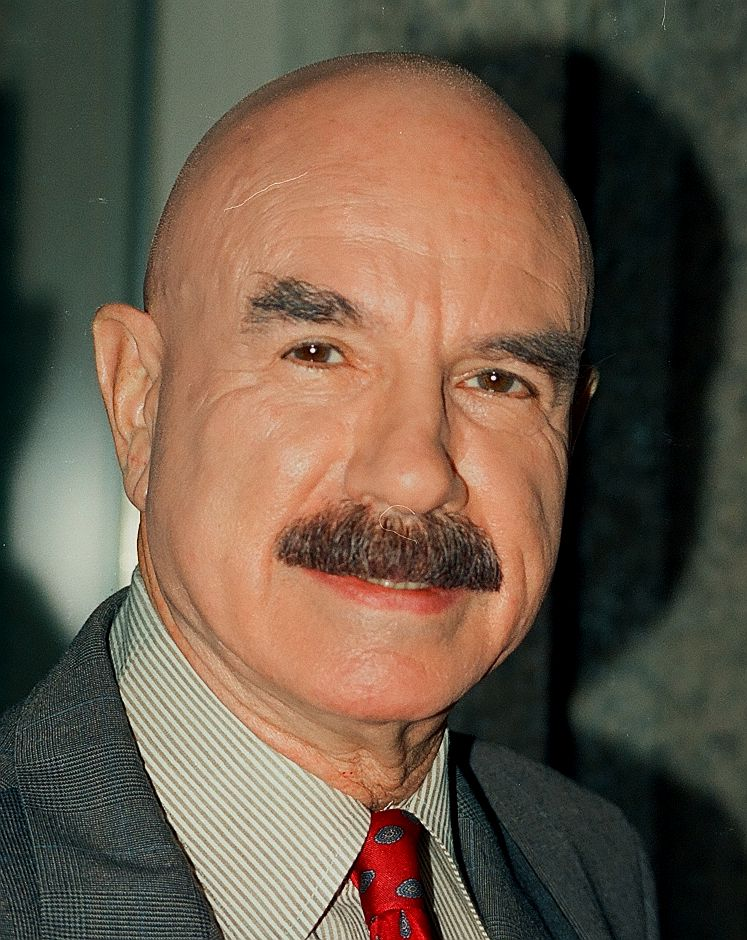
Лидди в 1998 году

Лидди снялся в нескольких фильмах, в том числе в Street Asylum, Feds, Adventures in Spying, Camp Cucamonga, и «Правила боя» Он появлялся в таких телешоу, как Airwolf, и MacGyver. У него были повторяющиеся роли в Miami Vice и Super Force, и приглашенная звезда в LateLine Эла Франкена. 7 апреля 1986 года он появился на WrestleMania II в качестве приглашенного судьи боксерского поединка между Мистером Ти (с Джо Фрейзером и Гаити Кидом) против Родди Пайпера (с Бобом Ортоном и Лу Дува). В апреле 1987 года он на неделю появился в качестве знаменитого партнера в игровом шоу Super Password, играя против Бетти Уайт.
Лидди снялся в сериале «18 колес справедливости» в роли криминального авторитета Джейкоба Колдера с 12 января 2000 г. по 6 июня 2001 г. Он появился в знаменитом выпуске Fear Factor, финале сериала, 12 сентября 2006 г. (снято в ноябре 2005 г.). В свои 75 лет Лидди был самым старым участником, когда-либо появлявшейся на шоу. Он победил в первых двух трюках, выиграв два мотоцикла, изготовленных по индивидуальному заказу Metropolitan Chopper.
Лидди также давал интервью в документальном фильме 2006 года «США против Джона Леннона».

## Личная жизнь
Лидди был женат на Фрэнсис Перселл-Лидди, уроженке Покипси, штат Нью-Йорк, в течение 53 лет до ее смерти 5 февраля 2010 года. Она была учителем. У пары было пятеро детей: Томас, Александра, Грейс, Джеймс и Рэймонд.

## Публикации

### Статьи
- «American Nightmare.» Chic (pornographic magazine) (US), vol. 2, no. 1 (Nov. 1977).
- «Ten Things That Make Me Laugh.» Playboy (US) (Jan. 1983)

## Образ в популярной культуре
Автор комиксов Алан Мур заявил, что персонаж Комедианта (он же Эдвард Блейк) из его графического романа «Хранители» во многом основан на Лидди.
В телеадаптации 1979 года книги Джона Дина «Слепые амбиции» Лидди сыграл актер Уильям Дэниелс.
В телесериале 2023 года «Сантехники Белого дома» Лидди сыграл актёр Джастин Теру.